# Cattedrale della Santissima Trinità (Campobasso)
La cattedrale metropolitana della Santissima Trinità è il principale luogo di culto cattolico di Campobasso, chiesa madre dell'omonima arcidiocesi metropolitana.

## Storia
Nel 1504, per volere del feudatario Andrea de Capoa, fu edificata al di fuori della cerchia muraria feudale la chiesa della SS. Trinità. In essa ebbe sede la confraternita della Trinità, soppressa nel 1809, divenuta celebre nel XVI secolo per le lotte con quelli Crociati.
Distrutta dal terremoto del 1805, fu ricostruita su progetto dell'architetto Bernardino Musenga. Fu riaperta al culto nel 1829 diventando parrocchia e sede del capitolo collegiale. Nel 1860 fu chiusa al culto e utilizzata dalle truppe regolari quale caserma. Nel 1900 fu riaperta ai fedeli, diventando cattedrale nel 1927.
Con lo spostamento della sede vescovile da Bojano a Campobasso l'edificio fu oggetto di ulteriori lavori. Su progetto dell'arch. Tullio Passarelli e dell'ing. Vittorio Tiberio si provvide, tra il 1927 e il 1933, all'innalzamento della navata centrale e alla costruzione dell'abside, quest'ultima contenente un affresco di buon livello di Romeo Musa raffigurante la Pentecoste.
Oggi è la chiesa più rappresentativa della città.

## Descrizione
La facciata ricalca lo stile neoclassico con pronao esastilo e frontone triangolare campeggiante nella parte superiore. L'interno è diviso in tre ampie navate: in quelle laterali si aprono due grandi cappelle, affrescate da Amedeo Trivisonno, mentre nella centrale è possibile ammirare, sovrastante l'altare maggiore, un elegante baldacchino sostenuto da capitelli corinzi. Nella navata di sinistra è situato il fonte battesimale di granito a forma di vasca quadrata risalente al 1745.
Dietro l'altare sono situati il coro, realizzato in noce, e l'organo a canne costruito da Ponziano Bevilacqua nel 1993; quest'ultimo è a trasmissione mista ed ha 41 registri su tre manuali e pedale.
Le vetrate policrome rappresentano i santi difensori del dogma della Trinità: Sant'Agostino, Sant'Ilario, Sant'Anastasio e San Nicola.